# Fritz X
Fritz X (нім. Fritz X, також FX-1400, Ruhrstahl SD 1400 X, Kramer X-1, PC 1400X) — німецька керована авіаційна бомба часів Другої світової війни. Перший у світі зразок високоточної зброї, який був прийнятий на озброєння та потопив корабель.
Попри те, що в деяких джерелах її називають крилатою бомбою, вона такою не була — бо не мала підіймальних поверхонь і летіла балістичною траєкторією

## Зміст
Fritz X був подальшим розвитком німецької бронебійної фугасної бомби PC 1400 (нім. Panzersprengbombe, Cylindrisch 1400 кг), яка сама носила прізвисько «Фріц». Це була бронебійна зброя, призначена для використання проти броньованих цілей, таких як важкі крейсери та лінкори. Прототип отримав більш аеродинамічний ніс, чотири стулкових крила, коробчастий хвостовий блок, що складається з приблизно 12-сторонного кільцевого набору нерухомих поверхонь і хрестоподібного хвоста з товстими поверхнями в кільці, який містив аеродинамічні елементи управління Fritz X.
Ще за часів Громадянської війни в Іспанії Люфтваффе визнали складність ураження рухомих кораблів і завдалися ціллю знайти вихід з цієї ситуації. Дипломований інженер Макс Крамер, який працював у Deutsche Versuchsanstalt für Luftfahrt (DVL), експериментував з 1938 року з дистанційно керованими вільно падаючими бомбами 250 кг і в 1939 році оснастив їх пристроями радіокерування. У 1940 році компанію Ruhrstahl запросили взяти участь у розробці новітньої зброї, оскільки вона вже мала досвід у розробці та виробництві некерованих бомб.
Fritz X управлявся за допомогою системи радіокерування Келя-Страсбурга (нім. Kehl-Straßburg), на принципі MCLOS, яке посилало сигнали рухомим спойлерам на вертикальних і горизонтальних поверхнях хвостових плавників. Ця система управління також використовувалася для неброньованої протикорабельної ракети Henschel Hs 293, яка вперше була використана 25 серпня 1943 року.
Мінімальна висота запуску ракети становила 4000-5500 метрів з радіусом дії до 5 км. Оскільки це була конструкція з системою наведення MCLOS, оператору доводилося постійно тримати бомбу в полі зору (для допомоги оператору у відстеженні зброї у хвостовій частині встановлювався світлодимовий трасер), а керуючий літак повинен був триматися курсу, який унеможливлював ухилення від стрільби чи атаки винищувачів противника. Було виготовлено приблизно 1400 керованих бомб Fritz X, включаючи дослідні моделі.

### Бойове застосування
Єдиною частиною Люфтваффе, яка була озброєна Fritz X стала авіаційна група III./KG 100 Wiking. Група, оснащена двомоторними середніми бомбардувальниками Dornier Do 217K-2, виконувала майже усі місії із застосуванням керованої авіаційної бомби, хоча в деяких випадках також використовувались варіанти Dornier Do 217K-3 та M-11. Спочатку Fritz X був випробуваний бомбардувальником He 111, хоча цей літак ніколи не використовував його в бойових умовах. Також, декілька зразків бомбардувальника далекої дії Heinkel He 177A Greif були оснащені передавачем Kehl та пристосовані для перевезення Fritz X, але врешті в бойових умовах не були застосовані.
21 липня 1943 року відбулося перше бойове застосування Fritz X під час рейду на гавань Аугуста на Сицилії. Потім відбувся ряд додаткових атак навколо Сицилії та Мессіни, водночас підтверджених фактів ураження цілей не було, і, схоже, союзники не знали, що великі бомби, що скидаються, були радіокерованою зброєю.
9 вересня Люфтваффе здобули свого найбільшого успіху у застосуванні керованої бомби. Після того, як 8 вересня 1943 року П'єтро Бадольйо публічно оголосив про підписання Італійським королівством перемир'я з союзниками, італійський флот вийшов з Ла-Спеції та направився до Тунісу. Щоб запобігти потраплянню кораблів у руки союзників, шість бомбардувальників Do 217K-2 з III/KG 100, кожен з яких ніс по одному Fritz X. Італійський лінкор «Рома», флагман італійського флоту, був двічі уражений керованою авіаційною бомбою, ще одна вибухнула поруч з кораблем, і після вибуху його артилерійських льохів лінкор затонув. Загинули 1393 чоловіки, в тому числі командувач Королівських військово-морських сил Італії адмірал Карло Бергаміні. Однотипний лінійний корабель «Італія» також був серйозно пошкоджений, але дістався Тунісу.
О 10:00 11 вересня 1943 року під час вторгнення в Салерно керованою бомбою Fritz X був уражений американський легкий крейсер «Саванна». У цій атаці крейсер втратив 197 членів екіпажу, 15 моряків були серйозно поранені, ще четверо потрапили в пастку у водонепроникному відсіку на 60 годин, доки їх не витягнули. Ледве діставшись Великої гавані на Мальті, серйозно пошкоджений корабель нашвидкуруч підлатали та відправили на капітальний ремонт до США, де крейсер встав на 8-місячний ремонт.
Того ж ранку, ще один американський крейсер, «Філадельфія», піддався атаці німецького бомбардувальника, що скинув на нього керовану бомбу. Бомба вибухнула приблизно в 15 метрах від корабля, не завдавши йому серйозної шкоди.
13 вересня о 14:40 біля Салерно британський легкий крейсер «Уганда» був уражений бомбою Fritz X, яка пробила сім палуб та вибухнула під водою безпосередньо під кілем крейсера. В результаті цього загинуло шістнадцять осіб, а «Уганда» забрала 1300 тонн води й крейсер відбуксирували на Мальту для ремонту.
Можливо, два торгові судна були вражені бомбами Fritz X біля Салерно, хоча докази непевні. 14 вересня вантажне судно SS Bushrod Washington під час розвантаження бензину було уражене планеруючою бомбою — Fritz X або Hs 293. Наступного дня судно SS James W. Marshall було також уражено бомбою, і не виключається що керованою. Пізніше, за результатами досліджень було встановлено, що найімовірніше це було ураження керованою ракетою Hs 293 авіагрупи II./KG 100, що діяла над Салерно того дня.
16 вересня біля Салерно KG 100 здобула ще одної перемоги при застосуванні Fritz X, уразивши британський лінкор «Ворспайт», який надавав вогневу підтримку військам, що висадилися на плацдарм. Британський корабель був відбуксований до Мальти, звідкіля його буксирами через Гібралтар доставили до Британії і майже 9 місяців він перебував у ремонті та повернувся тільки у червні 1944 року для бомбардування німецьких позицій у Нормандії під час операції «Оверлорд».
Серед інших кораблів, пошкоджених Fritz-X, були голландський шлюп «Флорес» та британський есмінець «Лоял».

## Відео
- ИСТОРИЯ УПРАВЛЯЕМЫХ БОМБ Fritz X и Hs.293